# Taoyan, Gansu
Taoyan är en köping i nordvästra Kina. Den ligger i Jonê härad i den autonoma prefekturen Gannan för tibetaner i provinsen Gansu,, omkring 140 kilometer söder om provinshuvudstaden Lanzhou. Antalet invånare är 5 329. Befolkningen består av 2 564 kvinnor och 2 765 män. Barn under 15 år utgör 17,0 %, vuxna 15-64 år 75 %, och äldre över 65 år 6,0 %.